# Honnasettihalli, Arsikere
Honnasettihalli là một làng thuộc tehsil Arsikere, huyện Hassan, bang Karnataka, Ấn Độ.